# Uničov
Uničov (niem. Mährisch Neustadt) – miasto w Czechach, w kraju ołomunieckim.
Według danych z 31 grudnia 2003 r. powierzchnia miasta wynosiła 4 827 ha, a liczba jego mieszkańców 12 385 osób.

## Demografia
| Rok             | 1970   | 1980   | 1991   | 2001   | 2003   |
| --------------- | ------ | ------ | ------ | ------ | ------ |
| Liczba ludności | 11 321 | 12 270 | 12 831 | 12 466 | 12 385 |

Źródło: Czeski Urząd Statystyczny

## Miasta partnerskie
- Lędziny, Polska
- Jelšava, Słowacja
- Roccagorga, Włochy
- Dubno, Ukraina